# Irena Jarocka
Irena Wanda Jarocka (18. srpna 1946 – 21. ledna 2012) byla polská zpěvačka a herečka. Svůj první koncert odehrála v roce 1966. Později spolupracovala s mnoha dalšími hudebníky, mezi které patří i Michel Sardou, Enrico Macias nebo Charles Aznavour. Pravidelně koncertovala v mnoha evropských zemích. V roce 2007 vydala autobiografii Motylem jestem, czyli piosenka o mnie samej.

## Diskografie

### Řadová alba
- 1974 W cieniu dobrego drzewa
- 1976 Gondolierzy znad Wisły
- 1977 Wigilijne życzenie
- 1977 Koncert
- 1978 Być narzeczoną twą
- 1981 Irena Jarocka
- 1987 Irena Jarocka II
- 1992 My French favorites
- 2001 Mój wielki sen
- 2004 Kolędy bez granic
- 2008 Małe rzeczy
- 2010 Ponieważ znów są Święta
- 2012 Piosenki francuskie